# サイエンスQ
サイエンスQ（ -キュー）は、1988年4月6日から1989年3月7日までNHK総合で放送されたテレビ番組である。

## 概要
医学・健康・ハイテク・宇宙開発まで科学の最新情報を分かりやすく掘り下げていく科学系教養番組であった。前身番組の『クローズアップ』にはなかったスタジオ部分を設けてキャスターが情報の細かい部分をフォローした。

## 放送時間
- 1988年度前期：水曜 22:40 - 23:19／月曜 14:05 - 14:44
- 1988年度後期：火曜 22:20 - 22:59／月曜 14:05 - 14:44

## キャスター
- 千田正穂

## 放送リスト
- 微生物がヒット商品を生んだ 暮らしに広がるバイオテクノロジー
- 寝ている間に呼吸が止まる 中高年を襲う睡眠時無呼吸症
- どうすればいい?赤水，漏水
- がん細胞消滅の一瞬 切り札になるか免疫療法
- 渋滞解消大作戦
- 磁石が医療を変える?
- 新素材で歯をつくる 入れ歯に変わるか?人工歯根
- 原子から宇宙まで＂シミュレーション＂で見る新世界
- 薬の適量がわからない 老人をむしばむ副作用
- アナタ誰?個人識別はどこまでできるか
- 金メダルへの道 心技体・スポーツ科学最前線
- 決定版これがダニ対策だ 家庭調査・1年の記録
- いつまで続く異常気象 追跡・日本近海の熱い海
- 輸血感染を防げ
- 検証!ドリンク剤 その効き目と落とし穴
- 気になりませんか髪の健康
- 予防は可能か? 検証・インフルエンザワクチンの効果
- スーパーパワー・食物繊維 コレステロールを抑え、がんを防ぐ
- カプセルから野菜が生まれる 人工種子の衝撃
- ボケは治るか防げるか 痴呆研究最前線
- 超能力は存在するか 徹底解剖・気功の謎
- 日本人のルーツを科学でさぐる
- 不妊は救えるか、凍結受精卵 マイナス196度からの誕生
- 先端技術を支える海の生き物たち
- 不快な音を消せ
- 十勝山噴火